# علی کمیخ
علی کمیخ (عربی: علي بن كميخ المريخي المطيري؛ زادهٔ ۱ ژانویهٔ ۱۹۶۰) یک ورزشکار اهل عربستان سعودی است.
از باشگاه‌هایی که در آن بازی کرده‌است می‌توان به باشگاه فوتبال النصر عربستان سعودی اشاره کرد.